# História da Ortodoxia Oriental
A Ortodoxia Oriental é a comunhão das Igrejas Cristãs Orientais que reconhecem apenas três concílios ecumênicos — o Primeiro Concílio de Nicéia, o Primeiro Concílio de Constantinopla e o Concílio de Éfeso. Eles rejeitam as definições dogmáticas do Concílio de Calcedônia. Portanto, essas Igrejas também são chamadas de Igrejas Orientais Antigas ou Igrejas Não-Calcedônias.

## Fundação
A história da Ortodoxia Oriental remonta aos primórdios do Cristianismo.

## Papel missionário
As Igrejas Ortodoxas Orientais tiveram um grande papel missionário durante os primeiros estágios do cristianismo e desempenharam um grande papel na história do Egito.

## Cisma calcedônico
De acordo com os cânones das Igrejas Ortodoxas Orientais, os quatro bispos de Roma, Alexandria, Éfeso (posteriormente transferidos para Constantinopla) e Antioquia receberam o status de Patriarcas, os antigos centros apostólicos do Cristianismo pelo Primeiro Concílio de Niceia (anterior ao cisma). Cada patriarca era responsável pelos bispos e igrejas dentro de sua própria área da Igreja Católica universal (com exceção do Patriarca de Jerusalém, que era independente do resto) com o bispo de Roma como "primeiro entre iguais" como sucessor de Pedro e sede do Ministério Petrino de unidade e autoridade.
O cisma entre a Ortodoxia Oriental e o resto da Igreja ocorreu no século V. A separação resultou em parte da recusa de Dióscoro, o Patriarca de Alexandria, em aceitar os dogmas cristológicos promulgados pelo Concílio de Calcedônia sobre as duas naturezas de Jesus (divina e humana). As Igrejas orientais aceitaram que Cristo tinha duas naturezas, mas insistiram que essas duas naturezas são inseparáveis e unidas. Dióscoro aceitaria apenas "de ou de duas naturezas", mas não "em duas naturezas". Para os hierarcas que liderariam os Ortodoxos Orientais, a proclamação calcedoiana era equivalente ao Nestorianismo, que eles rejeitaram. Surgindo na Escola Alexandrina de Teologia, o Miafisismo defendia uma fórmula enfatizando a unidade da Encarnação acima de todas as outras considerações.
As Igrejas ortodoxas orientais eram, portanto, frequentemente chamadas de monofisitas, embora rejeitem esse rótulo, pois ele é associado ao monofisismo eutiquiano. Elas preferem o termo igrejas "não calcedonianas" ou "miafisitas". As Igrejas ortodoxas orientais rejeitam o que consideram ser os ensinamentos monofisistas heréticos de Eutiques e de Nestório, bem como a definição diofisita do Concílio de Calcedônia. Como resultado, os patriarcas orientais foram excomungados pelos bispos de Roma e Constantinopla em 451, formalizando o cisma.
A cristologia, embora importante, não foi a única razão para a rejeição copta e siríaca do Concílio de Calcedônia; questões políticas, eclesiásticas e imperiais foram acaloradamente debatidas durante esse período.

## Tentativas frustradas de reconciliação

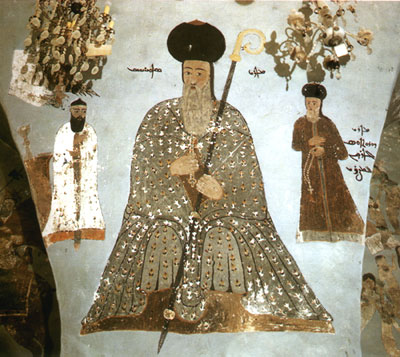
Severo de Antioquia

Em 482, o imperador bizantino Zenão fez uma tentativa de reconciliar as diferenças cristológicas entre os apoiadores e oponentes da Definição Calcedônica, emitindo um decreto imperial conhecido como Henótico, mas esses esforços foram motivados principalmente por questões políticas e, em última análise, não tiveram sucesso em alcançar uma reconciliação verdadeira e substancial.
Nos anos seguintes ao Henótico, o patriarca de Constantinopla permaneceu em comunhão formal com os patriarcas não calcedonianos de Alexandria, Antioquia e Jerusalém, enquanto Roma permaneceu fora da comunhão com eles e em comunhão instável com Constantinopla (ver: cisma acaciano). Foi somente em 518 que o novo imperador bizantino, Justino I (que aceitou Calcedônia), exigiu que toda a Igreja no Império Romano aceitasse as decisões do Concílio. Justino ordenou a substituição de todos os bispos não calcedonianos, incluindo os patriarcas de Antioquia e Alexandria.
Durante o reinado do imperador Justiniano I (r. 527–565), novas tentativas foram feitas em direção à reconciliação, incluindo o Segundo Concílio de Constantinopla. Um dos mais proeminentes teólogos ortodoxos orientais daquela época foi Severo de Antioquia. Apesar de várias reuniões patrocinadas imperialmente entre chefes de comunidades ortodoxas orientais e ortodoxas, nenhum acordo final foi alcançado. A divisão provou ser final, e naquela época estruturas eclesiásticas paralelas foram formadas em todo o Oriente Próximo. O mais proeminente líder ortodoxo oriental em meados do século VI foi Jacó Baradeu, que era considerado o líder teológico, conhecido desde então como cristãos "jacobitas".

## Entre os Impérios Bizantino e Sassânida
Durante os séculos VI e VII, guerras frequentes entre o Império Bizantino e o Império Sassânida (Pérsia) em todo o Oriente Médio afetaram muito todos os cristãos da região, incluindo os ortodoxos orientais, especialmente na Armênia, Síria bizantina e Egito bizantino. A conquista persa temporária de todas essas regiões durante a grande Guerra Bizantina-Sassânida de 602-628 resultou em maior afastamento entre as comunidades ortodoxas orientais da região e o governo imperial bizantino em Constantinopla. Essas relações não melhoraram após a reconquista bizantina, apesar dos esforços do imperador Heráclio para fortalecer o controle político da região, alcançando a reunificação religiosa das comunidades cristãs divididas. A fim de alcançar um compromisso cristológico entre os ortodoxos orientais e os ortodoxos, ele apoiou o monoenergismo e o monotelismo, mas sem sucesso.

## Conquista árabe e suas consequências

### Desafios da islamização
Após a conquista muçulmana do Oriente Médio no século VII, um processo de islamização gradual foi iniciado, afetando todos os cristãos da região, incluindo os ortodoxos orientais. As comunidades ortodoxas orientais, principalmente siríacas e coptas, foram gradualmente substituídas pelos muçulmanos, mas uma minoria resistiu, preservando sua fé e cultura cristãs.

### Conquista otomana e o sistema de millet
Durante a primeira metade do século XVI, todo o Oriente Próximo caiu sob o controle do Império Otomano. A Síria e o Egito foram conquistados durante a Guerra Otomano-Mameluca (1516–17), e as comunidades ortodoxas orientais na região enfrentaram uma nova realidade política que determinaria sua história até o início do século XX. O governo otomano introduziu o sistema millet que concedeu um certo grau de autonomia às comunidades religiosas não islâmicas, incluindo os cristãos ortodoxos orientais.

## Perseguição à Ortodoxia Oriental
Uma das características mais marcantes da Ortodoxia Oriental tem sido a perseguição incessante e os massacres que seus adeptos sofreram ao longo da história, inicialmente sob os bizantinos e sassânidas, e mais tarde o governo de várias dinastias muçulmanas sucessivas. Os sentimentos anti-ortodoxos orientais no Império Bizantino foram motivados por divisões religiosas dentro do Cristianismo após o Concílio de Calcedônia em 451. As perseguições ocorreram principalmente no Egito e em algumas outras províncias orientais do Império Bizantino durante os reinados dos imperadores Marciano (450–457) e Leão I (457–474). Também houve perseguição sob o Sultanato de Adal e o Reino de Semien.
A conquista muçulmana do Egito ocorreu em 639 d.C., durante o Império Bizantino. Apesar da convulsão política, o Egito permaneceu predominantemente cristão, mas os coptas perderam seu status de maioria após o século XIV, como resultado da perseguição intermitente e da destruição das igrejas cristãs ali, acompanhadas de pesados impostos para aqueles que se recusassem a se converter. A partir da conquista muçulmana do Egito em diante, os cristãos coptas foram perseguidos por diferentes regimes muçulmanos, como o Califado Omíada, Califado Abássida, Califado Fatímida, Sultanato Mameluco, e Império Otomano; a perseguição aos cristãos coptas incluiu o fechamento e a demolição de igrejas e a conversão forçada ao islamismo. Sua perseguição persiste até hoje. Os cristãos representam cerca de 10% da população do Egito e a esmagadora maioria é ortodoxa oriental. Os recentes ataques significativos contra cristãos coptas incluem o bombardeio de duas igrejas durante a Páscoa em 2017, que matou 49 pessoas, e a execução de 29 peregrinos que viajavam para um mosteiro em maio do mesmo ano.
Nos tempos modernos, as perseguições aos cristãos ortodoxos orientais culminaram em perseguições sistemáticas otomanas aos cristãos armênios e aos cristãos assírios, que levaram ao genocídio armênio e ao genocídio assírio durante a Primeira Guerra Mundial.
Em 23 de abril de 2015, a Igreja Apostólica Armênia canonizou todas as vítimas do genocídio armênio; acredita-se que este serviço seja o maior serviço de canonização da história. 1,5 milhão é o número de vítimas mais frequentemente publicado, no entanto, as estimativas variam de 700.000 a 1.800.000. Foi a primeira canonização da Igreja Apostólica Armênia em quatrocentos anos.

## Dias modernos
A comunhão ortodoxa oriental compreende seis grupos: Ortodoxa copta, Ortodoxa siríaca, Ortodoxa etíope, Ortodoxa eritreia, Igreja Ortodoxa Síria Malankara e Igrejas Apostólicas Armênias. Essas seis Igrejas, embora estejam em comunhão entre si, são completamente independentes hierarquicamente e não têm um patriarca compartilhado.

No século XX, o Cisma Calcedônico não era visto com a mesma relevância, e vários encontros entre o Catolicismo e a Ortodoxia Oriental renderam declarações de reconciliação assinadas pelo Patriarca Oriental (Mar Ignatius Zakka I Iwas) e pelo Papa (João Paulo II) em 1984.
As confusões e cismas que ocorreram entre suas Igrejas nos últimos séculos, eles percebem hoje, de forma alguma afetam ou tocam a substância de sua fé, uma vez que surgiram apenas por causa de diferenças na terminologia e cultura e nas várias fórmulas adotadas por diferentes escolas teológicas para expressar o mesmo assunto. Consequentemente, não encontramos hoje nenhuma base real para as tristes divisões e cismas que posteriormente surgiram entre nós a respeito da doutrina da Encarnação. Em palavras e vida, confessamos a verdadeira doutrina a respeito de Cristo, nosso Senhor, apesar das diferenças na interpretação de tal doutrina que surgiram na época do Concílio de Calcedônia.

## Relações ecumênicas
Após a histórica Conferência de Adis Abeba em 1965, as principais Igrejas Ortodoxas Orientais desenvolveram a prática de consultas teológicas mútuas e abordagem conjunta às relações ecumênicas com outras Igrejas e denominações cristãs, particularmente com as Igrejas Ortodoxas e a Comunhão Anglicana. As discussões renovadas entre teólogos ortodoxos orientais e ortodoxos foram focadas principalmente em questões cristológicas a respeito de várias diferenças entre monofisismo e miafisismo. Por outro lado, o diálogo entre teólogos ortodoxos orientais e anglicanos também foi focado em algumas questões pneumatológicas adicionais. Em 2001, foi criada a "Comissão Internacional Anglicana-Ortodoxa Oriental" conjunta. Nos anos seguintes, a Comissão produziu várias declarações teológicas importantes. Finalmente, em 2017, teólogos ortodoxos orientais e anglicanos se encontraram em Dublin e assinaram um acordo sobre várias questões teológicas a respeito do Espírito Santo. A declaração de acordo confirmou a prontidão anglicana em omitir a interpolação Filioque do Credo.